# Терентьєв Юрій Павлович
Юрій Павлович Терентьєв (27 січня 1925, м. Балашов Саратовська область СРСР  —1 січня 1996 Київ, Україна) радянський військовий діяч, командувач 6-ї гвардійської танкової армії Київського військового округу, генерал-лейтенант танкових військ. Депутат Верховної Ради УРСР 9—10-го скликань.

## Біографія
З 1943 року — в Червоній армії, призваний Балашовським районним військовим комісаріатом Саратовської області РРФСР. Направлений на навчання у 2 Київське училище самохідної артилерії, що у той час знаходилося в передмісті Саратова. Потім це училище було реорганізовано в Київське вище загальновійськове командне Червонопрапорне училище імені М.В.Фрунзе.
Учасник німецько-радянської війни з січня 1944 року. Командував самохідною установкою СУ-85, був командиром танкової роти 1495-го самохідного артилерійського полку. Воював на Ленінградському та 2-му Білоруському фронтах.
У період бойових дії, за даними Нагородних листів, екіпажем його бойової машини були знищені танк Т-IV (PzKpfw IV), самохідна артилерійська установка, 8 протитанкових гармат, батарея 105 мм гармат, зенітна батарея, мінометна батарея, велика кількість іншої техніки і живої сили противника.
Член ВКП(б) з 1945 року.
Після війни продовжив службу в Радянській армії. 
Закінчив Академію бронетанкових військ Радянської армії.
У березні 1966 — вересні 1968 року — начальник штабу 10-ї гвардійської танкової дивізії.
У вересні 1968 — липні 1970 року — командир 41-ї гвардійської танкової дивізії Червонопрапорного Київського військового округу.
Закінчив Військову академію Генерального штабу Збройних Сил СРСР.
У серпні 1972 — серпні 1973 року — начальник штабу 6-ї гвардійської танкової армії Червонопрапорного Київського військового округу.
У серпні 1973 — травні 1977 року — командувач 6-ї гвардійської танкової армії Червонопрапорного Київського військового округу.
У вересні 1977 — березні 1981 року — 1-й заступник командувача військ Червонопрапорного Київського військового округу.
З 1981 по 1986 рік — начальник групи радянських військових фахівців у місті Лейпциг (Німецька Демократична Республіка). 
З січня 1994 року — професор кафедри  Академії Збройних Сил України. Автор 14 наукових робіт. За активну наукову діяльність присвоєно вчене звання «доцент» за спеціальністю «Стратегія».
Похований на Лук'янівському військової кладовищі в Києві.

## Звання
- генерал-майор танкових військ
- генерал-лейтенант танкових військ (25.04.1975)

## Нагороди
- орден Червоної Зірки (1944)
- орден Вітчизняної війни II ступеня (1945)
- орден Вітчизняної війни II ступеня (1945)
- орден Червоної Зірки (1945)
- орден За службу Батьківщині у Збройних Силах СРСР  III ступеня (1975)
- орден Червоної Зірки (1982)
- орден Вітчизняної війни I-го ст. (1985)
- 16 медалів
- 4 нагороди іноземних держав
- Почесна грамота Президії Верховної Ради УРСР